# Milton (álbum de 1976)
| Críticas profissionais | Críticas profissionais |
| Avaliações da crítica  | Avaliações da crítica  |
| Fonte                  | Avaliação              |
| ---------------------- | ---------------------- |
| Allmusic               | [ 1 ]                  |

Milton é um disco do cantor e compositor brasileiro Milton Nascimento lançado no ano de 1976. Esse álbum contém duas músicas inéditas, "Raça" e a instrumental "Francisco". O restante do repertório é constituído de canções de trabalhos anteriores de Milton Nascimento regravados em inglês com uma incorporação sonora de elementos do jazz rock.

## Faixas
1. "Raça (Hasa) (Race)" (Fernando Brant, Milton Nascimento) – 3:35
2. "Fairy Tale Song (Cadê)" (Matthew Moore, Milton Nascimento, Ruy Guerra) – 4:11
3. "Francisco" (Milton Nascimento) – 2:51
4. "Nothing Will Be As It Was (Nada Será Como Antes)" (Milton Nascimento, Rene Vincent, Ronaldo Bastos) – 3:53
5. "Cravo E Canela (Clove And Cinnamon)" (Milton Nascimento, Ronaldo Bastos) – 3:44
6. "The Call (Chamada)" (Milton Nascimento, Ronaldo Bastos) – 5:49
7. "One Coin (Tostáo)" (Matthew Moore, Milton Nascimento) – 5:30
8. "Saídas E Bandeiras (Exits And Flags)" (Fernando Brant, Milton Nascimento) – 4:45
9. "Os Povos (The People)" (Márcio Borges, Milton Nascimento) – 8:06

## Integrantes
- Milton Nascimento - vocal e violão
- Toninho Horta - guitarra, guitarra de doze cordas
- Roberto Silva - bateria
- Novelli - baixo
- Raul de Souza - trombone
- Wayne Shorter - sax
- Herbie Hancock - piano
- Hugo Fattoruso - órgão e piano
- Laudir de Oliveira - percussão